# Eugène Demolder
Eugène Demolder (Sint-Jans-Molenbeek, 16 december 1862 – Essonnes, 8 oktober 1919) was een Belgisch Franstalig schrijver.
Hij was de schoonzoon van Félicien Rops.

## Werken

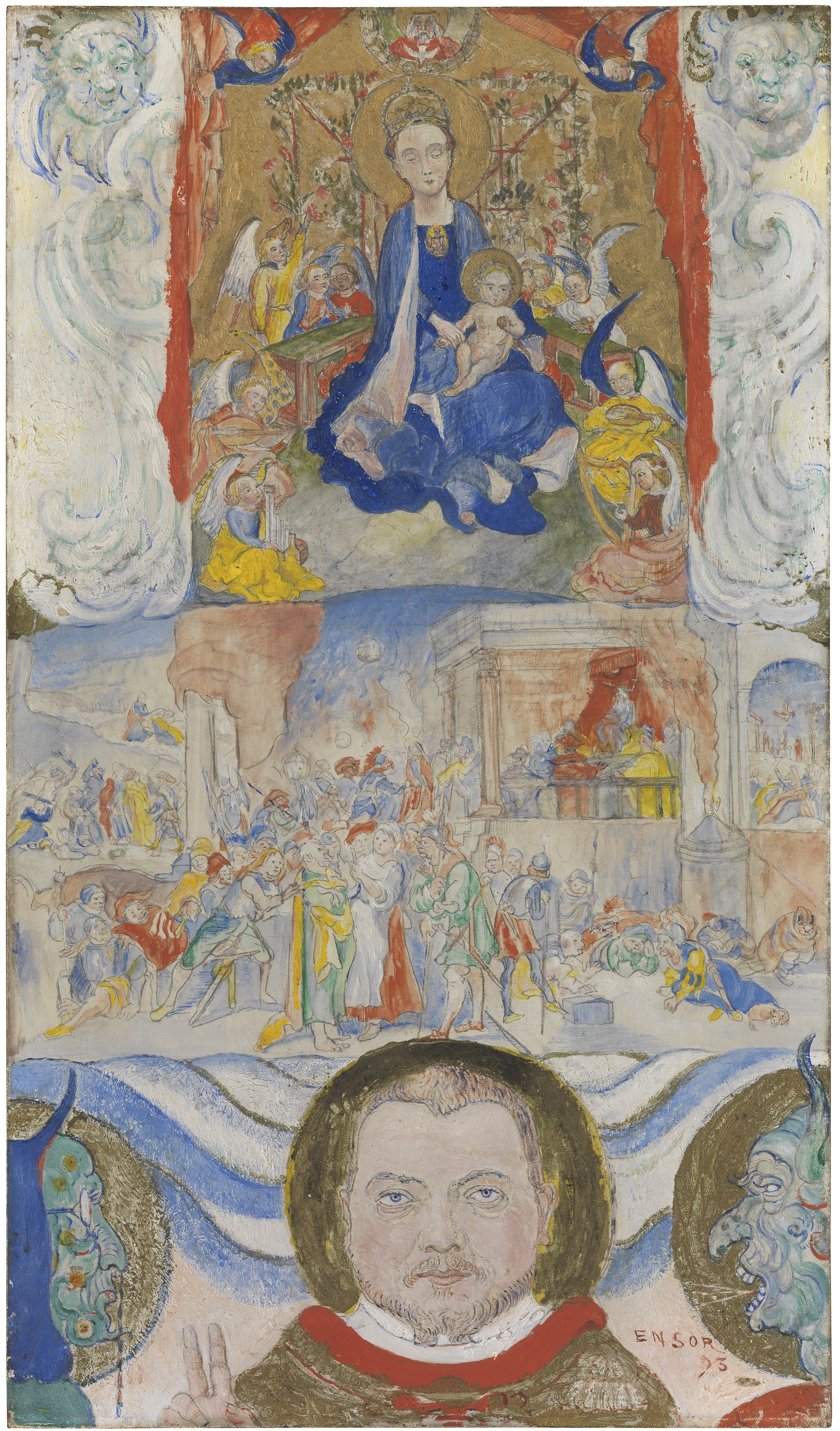
Portret van Eugène Demolder door James Ensor (1893), Groeningemuseum.

- Impressions d'art, études, critiques, transpositions (1889)
- Contes d'Yperdamme (1891). Vertaald als: Vertelsels van Yperdamme. Vert. door Marie Koenen. Bussum, Brand, 1918
- Le Massacre des innocents (1891)
- Les Matines de Marie-Madeleine, conte de Pentecôte (1891)
- Récits de Nazareth (1893)
- Félicien Rops, étude patronymique (1894)
- Le Royaume authentique du grand Saint Nicolas (1896)
- Quatuor (1897)
- Sous la robe, notes d'audience, de palais et d'ailleurs, d'un juge de paix (1897)
- La Mort aux berceaux (1899)
- La Route d'émeraude (1899). Vertaald als: De bloeiende weg. Naverteld door Antoon Thiry. Amsterdam, Querido, 1921
- Die Stimme des Blutes (1900)
- Le Cœur des pauvres (1901)
- Constantin Meunier (1901)
- Les Patins de la reine de Hollande (1901). Vertaald als: De schaatsen van de koningin van Holland. Naverteld door Antoon Thiry. Amsterdam, Querido, 1923
- Trois contemporains : Henri de Brakeleer, Constantin Meunier, Félicien Rops (1901)
- L'Agonie d'Albion (1901)
- L'Arche de Monsieur Cheunus (1904)
- Le Jardinier de la Pompadour (1904). Vertaald als: De hovenier van Madame de Pompadour. Naverteld door Antoon Thiry. Amsterdam, Querido, 1925
- L'Espagne en auto (1906)